# ࢾ
Pe petit v suscrit ‹  › est une lettre additionnelle de l’alphabet arabe utilisée dans l’écriture du hindko. Elle est composée d’un pe ‹ پ › diacrité d’un petit v suscrit.

## Représentation informatique
Le pe ouvert petit v suscrit peut être représenté avec les caractères Unicode suivants (arabe étendu A) :
| formes | représentations | chaînes de caractères | points de code | descriptions             |
| ------ | --------------- | --------------------- | -------------- | ------------------------ |
| lettre | ࢾ               | ࢾ                     | U+08BE         | lettre arabe pa’ petit v |